# Campionati mondiali di bob 1933
I Campionati mondiali di bob 1933, terza edizione della manifestazione organizzata dalla Federazione Internazionale di Bob e Skeleton, si sono disputati per il bob a due a Schreiberhau, nell'allora Germania nazista (ma in territorio polacco e denominata oggi Szklarska Poręba), sull'omonimo tracciato naturale, mentre la gara di bob a quattro non si è disputata. La località polacca ha ospitato quindi le competizioni mondiali per la prima volta nel bob a due uomini.
L'edizione ha visto prevalere la Romania che si aggiudicò una medaglia d'oro sulle tre assegnate in totale, sopravanzando la Cecoslovacchia con un argento e la Germania un bronzo. L'unico titolo in palio è stato infatti conquistato nel bob a due uomini da Alexandru Papană e Dumitru Hubert.

## Risultati

### Bob a due uomini
| Pos. | Atleti                          | Nazione        |
| ---- | ------------------------------- | -------------- |
|      | Alexandru Papană Dumitru Hubert | Romania        |
|      | Brüme Heinzel                   | Cecoslovacchia |
|      | Fritz Grau Albert Brehme        | Germania       |

### Bob a quattro
Non disputata in questa rassegna mondiale.

## Medagliere
| Posizione | Nazione        | Oro | Argento | Bronzo | Totale |
| --------- | -------------- | --- | ------- | ------ | ------ |
| 1         | Romania        | 1   | 0       | 0      | 1      |
| 2         | Cecoslovacchia | 0   | 1       | 0      | 1      |
| 3         | Germania       | 0   | 0       | 1      | 1      |
| Totale    | Totale         | 2   | 2       | 2      | 6      |